# Blancherupt
Blancherupt (deutsch Bliensbach) ist eine französische Gemeinde im Département Bas-Rhin in der Europäischen Gebietskörperschaft Elsass und in der Region Grand Est. Sie gehört zum Gemeindeverband Vallée de la Bruche. Mit 31 Einwohnern (1. Januar 2021) ist Blancherupt die kleinste Gemeinde im Département.

## Lage
Die Gemeinde Blancherupt liegt in einem Hochtal der mittleren Vogesen, 30 Kilometer nordwestlich von Sélestat. Nachbargemeinden von Blancherupt sind Fouday im Nordwesten und Norden, Waldersbach im Nordosten, Bellefosse im Osten, Colroy-la-Roche im Süden sowie Saint-Blaise-la-Roche im Westen.

## Ursprung des Namens
Blanche entstammt dem germanischen Blanca (weiß, hell); rupt kommt vom lateinischen rivus (Bach) oder ruptum (Strom). Tatsächlich existieren in der unmittelbaren Nähe von Blancherupt viele kleine Quellen.

## Geschichte
Das Dorf erschien 1371 erstmals in Urkunden. Die Herren Ratsamhausen verkauften Bliensbach 1507 an den Bischof von Straßburg. Sie verwalteten das Dorf aber weiter.
1604 wurde das Dorf von den Herren von Bollweiler, darunter waren die Erben Fugger, erworben. 1659 ging das Dorf nach Andlau, was im Jahr 1688 bestätigt wurde. Blancherupt gehörte bis zur Revolution zu Andlau. 1790 kam das Dorf zum Département Bas-Rhin.
Nach dem Bau der Kirche (vollendet 1860) wurde Blancherupt 1861 eine unabhängige Kirchengemeinde. Die Kirche Saint-André wurde vom Straßburger Architekten Eugène Petitie gebaut.

### Bevölkerungsentwicklung
| Jahr                       | 1962 | 1968 | 1975 | 1982 | 1990 | 1999 | 2006 | 2013 | 2021 |
| Einwohner                  | 47   | 36   | 31   | 32   | 30   | 31   | 29   | 38   | 31   |
| Quellen: Cassini und INSEE |      |      |      |      |      |      |      |      |      |

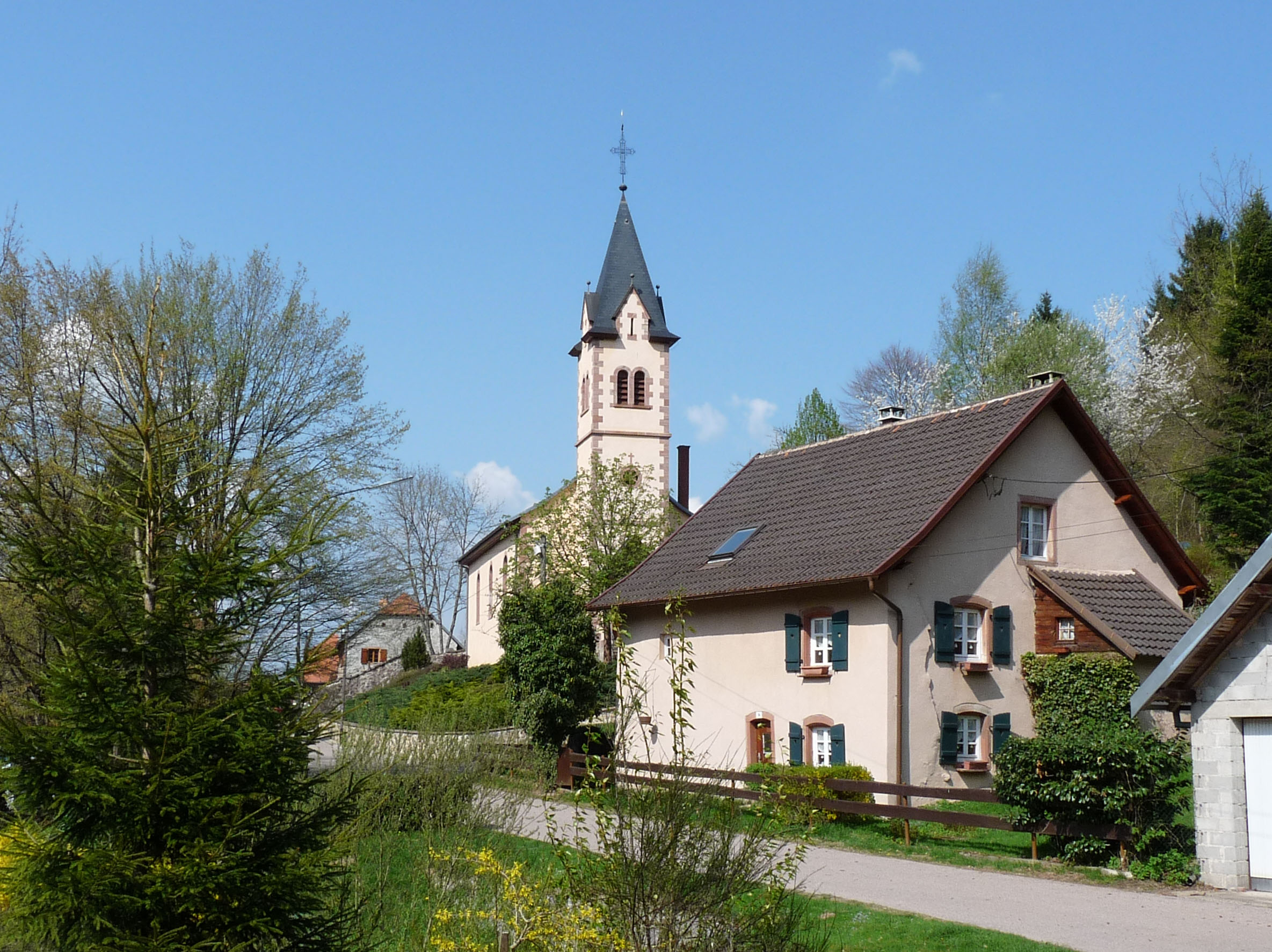
Kirche St. Andreas
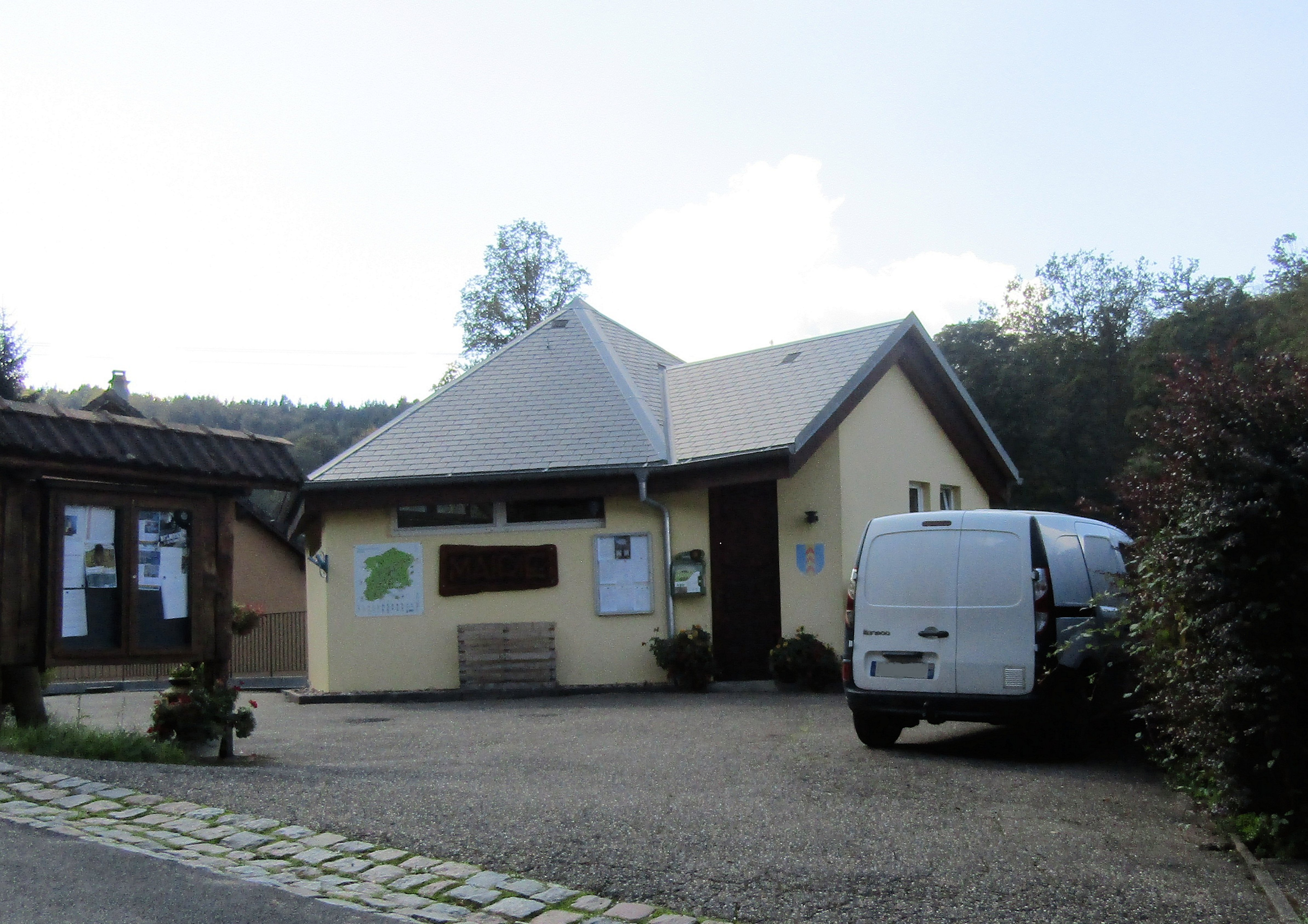
Mairie